# Operator zwarty
Operator zwarty (operator pełnociągły) – operator liniowy między przestrzeniami Banacha przeprowadzający ograniczone podzbiory dziedziny na warunkowo zwarte podzbiory przeciwdziedziny. Innymi słowy, operator zwarty to operator mający tę własność, że domknięcie obrazu zbioru ograniczonego jest zwarte. Każdy operator zwarty jest automatycznie ograniczony.
Dla operatora liniowego {\displaystyle T\colon E\to F} przekształcającego przestrzeń Banacha {\displaystyle E} w {\displaystyle F} następujące warunki równoważne i bywają obierane za definicję operatora zwartego przez różnych autorów.
1. domknięcie obrazu {\displaystyle T(B)} jest zwarte w {\displaystyle F} dla każdego zbioru ograniczonego {\displaystyle B} w {\displaystyle E} (tj. {\displaystyle T} jest zwarty według wprowadzonej wyżej definicji),
2. domknięcie obrazu {\displaystyle T(B)} jest zwarte w {\displaystyle F,} gdzie {\displaystyle B} oznacza kulę jednostkową w {\displaystyle E,}
3. obraz {\displaystyle T(B)} jest całkowicie ograniczony w {\displaystyle F} dla każdego zbioru ograniczonego {\displaystyle B} w {\displaystyle E,}
4. dla każdego ograniczonego ciągu {\displaystyle (x_{n})} punktów przestrzeni {\displaystyle E} ciąg {\displaystyle (Tx_{n})} zawiera podciąg zbieżny[2].

## Podstawowe fakty
Dalej, {\displaystyle E,} {\displaystyle F} oznaczają ustalone przestrzenie Banacha.
- Każdy operator zwarty {\displaystyle T\colon E\to F} jest ograniczony (z uwagi na całkowitą ograniczoność obrazu kuli jednostkowej dziedziny operatora), a więc ciągły.
- Z lematu Riesza wynika, że operator identycznościowy na {\displaystyle E} jest zwarty wtedy i tylko wtedy, gdy przestrzeń {\displaystyle E} jest skończenie wymiarowa.
- Operator zwarty ma domknięty obraz wtedy i tylko wtedy gdy obraz ten jest skończenie wymiarowy[3]. Rzeczywiście, każda skończenie wymiarowa podprzestrzeń przestrzeni unormowanej jest domknięta, więc jeżeli operator ma skończenie wymiarowy obraz, to obraz ten jest domknięty. W przeciwną stronę, jeżeli {\displaystyle T\colon E\to F} jest operatorem zwartym i obraz {\displaystyle T(E)} jest domknięty, to jest on skończenie wymiarowy. Istotnie, domkniętość obrazu implikuje, że on sam jest przestrzenią Banacha. Z twierdzenia o odwzorowaniu otwartym, operator {\displaystyle T\colon E\to T(E)} jest otwarty. Zakładając, że obraz {\displaystyle T(E)} jest ponadto nieskończenie wymiarowy, otwartość {\displaystyle T} prowadzi to do sprzeczności ze zwartością, ponieważ obraz kuli jednostkowej {\displaystyle B} w {\displaystyle E} poprzez {\displaystyle T} nie może być wówczas warunkowo zwarty w {\displaystyle T(E)} (a więc i także w {\displaystyle F}).
- Obraz każdego operatora zwartego {\displaystyle T\colon E\to F} jest ośrodkowy[3][4].
- Twierdzenie Schaudera o operatorze sprzężonym: operator liniowy {\displaystyle T\colon E\to F} jest zwarty wtedy i tylko wtedy, gdy jego operator sprzężony {\displaystyle T^{*}\colon F^{*}\to E^{*}} jest zwarty.
- Widmo operatora zwartego na zespolonej przestrzeni Banacha jest co najwyżej przeliczalne i jego jedynym punktem skupienia może być 0[5][6]. Ponadto dla operatorów zwartych zachodzi alternatywa Fredholma[7].

## Opis operatorów zwartych poprzez ciągi zbieżne do zera
Dla danego operatora liniowego {\displaystyle T\colon E\to F} między przestrzeniami Banacha następujące warunki są równoważne
1. operator {\displaystyle T} jest zwarty,
2. istnieje taki ciąg {\displaystyle (f_{n})} zbieżny do 0 w {\displaystyle E^{*},} że dla wszelkich {\displaystyle x\in E} zachodzi nierówność
{\displaystyle \|Tx\|\leqslant |f_{n}(x)|,}
3. istnieje zbieżny do zera ciąg liczb rzeczywistych {\displaystyle (c_{n})} oraz taki ograniczony ciąg {\displaystyle (f_{n})} w {\displaystyle E^{*},} że dla wszelkich {\displaystyle x\in E} zachodzi nierówność
{\displaystyle \|Tx\|\leqslant |c_{n}\cdot f_{n}(x)|,}
4. istnieje taka domknięta podprzestrzeń liniowa {\displaystyle H} przestrzeni c0, zwarty operator liniowy {\displaystyle S\colon E\to H} oraz ograniczony operator liniowy {\displaystyle R\colon H\to F,} że {\displaystyle T=RS}.
Równoważność warunków 1. i 2. została udowodniona w 1971 przez Terzioğlu. Randke wykazał, że warunki 1. i 3. są równoważne.

## Własności ideałowe
Dla każdej przestrzeni Banacha {\displaystyle E} rodzina {\displaystyle K(E)} złożona ze wszystkich operatorów zwartych na {\displaystyle E} tworzy domknięty ideał dwustronny algebry Banacha {\displaystyle B(E)} wszystkich operatorów ograniczonych na {\displaystyle E}.
- Algebra ilorazowa {\displaystyle B(E)/K(E)} nazywana jest algebrą Calkina przestrzeni {\displaystyle E.} Twierdzenie Calkina mówi, że jeżeli {\displaystyle H} jest ośrodkową przestrzenią Hilberta, to {\displaystyle K(H)} jest jedynym domkniętym nietrywialnym ideałem {\displaystyle B(H)}[13].
- Ideał operatorów zwartych jest jedynym ideałem maksymalnym w {\displaystyle B(E)} w przypadku, gdy {\displaystyle E} jest przestrzenią c0 bądź {\displaystyle E} jest przestrzenią ℓp dla {\displaystyle 1\leqslant p<\infty .} Spiros A. Arjiros i Richard Haydon[14] podali przykład przestrzeni Banacha {\displaystyle E} z bazą Schaudera o tej własności, że przestrzeń sprzężona {\displaystyle E^{*}} jest izomorficzna z {\displaystyle \ell _{1}} oraz każdy operator ograniczony {\displaystyle T} na {\displaystyle E} jest postaci {\displaystyle T=cI+S,} gdzie {\displaystyle c} jest pewnym skalarem, a {\displaystyle S} jest operatorem zwartym na {\displaystyle E.} Innymi słowy, ideał operatorów zwartych jest kowymiaru 1 w {\displaystyle B(E).}